# True Friends
"True Friends" é uma canção da banda britânica de rock Bring Me the Horizon. Produzida pelo tecladista Jordan Fish e pelo vocalista Oliver Sykes, foi apresentada no quinto álbum de estúdio da banda That's the Spirit (2015). Também foi lançada como o quarto single do álbum em 20 de novembro de 2015, alcançando a posição 91 na UK Singles Chart e liderando a UK Rock & Metal Singles Chart.

## Promoção e lançamento
"True Friends" apareceu pela primeira vez em 23 de agosto de 2015 na forma de um vídeo mostrando a letra da música, enviado no canal oficial da banda no YouTube, depois de vários teasers apresentados pela banda durante alguns dias. A estreia seria no programa de rádio Beats 1 de Zane Lowe na Apple Music, o que acabou sendo cancelado. Em 20 de novembro, a canção foi lançada como single na forma de uma edição limitada em vinil de 7".

## Composição e letra
"True Friends" é uma música sobre deslealdade. Falando ao TeamRock, o vocalista Oliver Sykes explicou que o refrão "True Friends stab you in the front" (Verdadeiros amigos te esfaqueiam em sua frente) é baseado em uma citação creditada ao dramaturgo irlandês Oscar Wilde. A música "não é sobre ninguém em particular", embora Sykes tenha revelado que "é sobre algumas pessoas mais do que sobre outras, mas é sobre um evento em particular que a estimulou. É sobre pessoas que eu pensei que eram meus amigos, meus bons amigos, fazendo algo para mim que eu simplesmente não esperava de uma maneira que nunca pensei que fariam."
Em uma conversa de faixa a faixa de That's the Spirit para o Spotify, o vocalista acrescentou que "True Friends" é sobre "fazer as pazes com [a raiva]... [e] deixar essas pessoas saberem que posso esquecer, mas nunca perdoar ". Em sua crítica de That's the Spirit, David Renshaw para a NME afirmou que em "True Friends", Sykes "mantém uma sensação de paranóia e vulnerabilidade emocional em meio aos sons cavernosos". A música foi notada por "libertar o garoto emo interior [de Bring Me the Horizon]".

## Videoclipe
O videoclipe de "True Friends" foi dirigido pelo vocalista do Bring Me the Horizon, Oliver Sykes, e lançado em 5 de novembro de 2015. Descrito como um "mistério de assassinato que gira em torno de uma família" por Luke Morton da TeamRock, apresenta uma história que "centra-se em um detetive (Steve Oram) sendo assombrado por seus próprios erros do passado". O vídeo foi elogiado por Chad Childers da Loudwire, que o descreveu como "uma ferramenta poderosa para contar histórias" e "um dos vídeos mais arrepiantes e intensos do ano". Da mesma forma, Jamie Milton, da revista DIY, elogiou o "enredo épico de suspense" e a natureza dramática do vídeo. Em novembro, a banda também lançou um vídeo de sua apresentação ao vivo da música no Webster Hall em Nova York no início do ano.

## Recepção
Escrevendo para Gigwise, Will Butler afirmou que "True Friends" estava "de acordo com o som mais acessível de 'Happy Song' e 'Throne'", descrevendo-o como "agressivo". Escritor pela Rock Sound, Andy Biddulph, chamou-o de "hino do rock de arena angustiante e violento", que ele afirmou ser "pronto para explosões de pirotecnia e arenas esgotadas". Emmy Mack, do Music Feeds, afirmou que "True Friends" estava "perigosamente beirando o emo", além de descrevê-la como a faixa do álbum mais próxima do gênero post-hardcore. Por outro lado, James Christopher Monger do AllMusic criticou o gancho principal da música, que ele descreveu como uma letra "indutora de constrangimento de segunda mão".

## Desempenho comercial
"True Friends" entrou na UK Rock & Metal Singles Chart em segundo lugar em 28 de agosto de 2015, antes de se registrar na parada principal UK Singles Chart no número 91 três semanas depois. Depois de oscilar entre os dez primeiros por várias semanas, mais tarde liderou a UK Rock & Metal Singles Chart em 27 de novembro, substituindo "Centuries" do Fall Out Boy. Nos Estados Unidos, a faixa alcançou a posição 22 na  Billboard Hot Rock Songs. Já em outros países, alcançou a posição 74 na parada belga Ultratip, na região de Flandres.

## Créditos
Créditos adaptados do Tidal.
| Bring Me the Horizon - Oliver Sykes – vocais principais, produção, composição, programação - Lee Malia – guitarra, composição - Matt Kean – baixo, composição - Matt Nicholls – bateria, composição - Jordan Fish – teclados, sintetizadores, programação, percussão, vocais de apoio, produção, composição, engenharia Músicos adicionais - Maddie Cutter – violoncelo - Will Harvey – violino | Produção - Al Groves – engenharia - Sam Winfield – engenharia - Nikos Goudinakis – engenheiro assistente - Ted Jensen – masterização - Dan Lancaster – mixagem |

## Paradas
| Parada (2015)                                           | Posição de pico |
| ------------------------------------------------------- | --------------- |
| Belgian Singles (Ultratip Flanders)                     | 74              |
| Reino Unido (UK Singles Chart)                          | 91              |
| Reino Unido (OCC UK Rock and Metal)                     | 2               |
| Estados Unidos (Billboard Hot Rock & Alternative Songs) | 22              |